# Зарубінський Олег Олександрович
Оле́г Олекса́ндрович Зарубі́нський (*26 жовтня 1963, Вінниця) — український політик та громадський діяч, народний депутат України 4-х скликань, державний службовець першого рангу (перша категорія), Віце-президент з розвитку та інновацій Київського міжнародного університету, член Правління Асоціації народних депутатів України, співзасновник Українського інституту дослідження екстремізму, радник ГО «Законодавчі ініціативи Україна-ЄС», професор політології, академік Української Академії політичних наук, кандидат історичних наук.

## Життєпис
Народився 26 жовтня 1963 року у Вінниці.
1980 року закінчив Вінницьку СШ № 7 із золотою медаллю.
Дружина Ірина Борисівна (1971) — доктор педагогічних наук, професор, проректор з міжнародного співробітництва і освіти Національного авіаційного університету; дочка Ольга (1996).

### Освіта
1984 закінчив історичний факультет Вінницького педагогічного інституту, учитель історії та суспільствознавства (диплом з відзнакою); Тернопільську академію народного господарства у 1998 р., економіст (диплом з відзнакою); кандидатська дисертація «Політико-моральний стан радянського суспільства у 1941-45 рр.: аналіз англо-американської історіографії» (1992).
07.1984-11.85 — служба в армії. 12.1985-01.87 — завідувач кабінету філософії, 01.1987-09.89 — викладач суспільних наук Вінницького державного педагогічного інституту. 10.1989-10.92 — аспірант кафедри історії Київського державного педагогічного інституту іноземних мов. 11.1992-04.98 — старший викладач, доцент, завідувач кафедри політології, Вінницького педагогічного інституту.
Постійний представник Кабінету Міністрів України у Верховній Раді України (09.2001-11.02). 05.2006-10.2007 — докторант Інституту політичних і етнонаціональних досліджень НАНУ. Голова Товариства «Вінничани у Києві» (з 03.2009 по 12.2012).
Член Національної Конституційної ради (з 02.2008). Член Комісії при Президентові України з питань громадянства з 04.2014. Член Координаційної ради з питань розвитку громадянського суспільства при Президентові України.
З 03.2017 — член Комісії з питань охорони дитинства.
Автор або співавтор близько 140 наукових публікацій та понад 200 законопроєктів.
Автор книги «Верховная Рада и ее обитатели: записки инсайдера» (Видавництво «Саммит-книга», Київ, 2020).
Кандидат історичних наук, професор політології, академік Української академії політичних наук.
Володіє англійською мовою.

## Парламентська діяльність
Народний депутат України 3-го скликання 03.1998-04.2002. Заступник голови Комітету у закордонних справах. Член Тимчасової спеціальної комісії ВР України з питань дотримання органами державної влади і місцевого самоврядування та їх посадовими особами, Центральною виборчою комісією норм виборчого законодавства під час підготовки і проведення виборів Президента України (з 05.1999); член Тимчасової слідчої комісії ВР України з перевірки фактів незаконної торгівлі зброєю і військовим майном та їх незаконної передачі в інші країни у період 1991—1998 рр.; керівник міжпарламентських груп «Україна-Бельгія» і «Україна-Південно-Африканська Республіка»; член Тимчасової слідчої комісії ВР України з перевірки достовірності фактів незаконної торгівлі зброєю з Іраком; член Тимчасової слідчої комісії з контролю за дотриманням законності при ввезенні на митну територію України продуктів харчування та інших товарів (з 12.2002); член Тимчасової спеціальної комісії з питань майбутнього (з 04.2003).
Народний депутат України 4-го скликання 04.2002-04.06. На час виборів: нардеп, постійний представник Кабінету Міністрів України у Верховній Раді України. 1-й заступник голови Комітету з питань європейської інтеграції (з 06.2002); керівник міжпарламентської групи «Україна-Нідерланди»; голова постійної делегації ВР України в Парламентській Асамблеї НАТО; голова Тимчасової спеціальної комісії ВР України з моніторинґу виконання рекомендацій парламентських слухань «Про взаємовідносини та співробітництво України з НАТО» та Плану дій Україна-НАТО (з 04.2003).
Народний депутат України 6-го скликання 11.2007-12.2012. На час виборів: докторант Інституту політичних і етнонаціональних досліджень НАНУ. Секретар Комітету з питань паливно-енергетичного комплексу, ядерної політики та ядерної безпеки (12.2007-12.08); Голова Комітету з питань прав людини, національних меншин і міжнаціональних відносин (12-2008-12.12); заступник керівника групи з міжпарламентських зв'язків з Швейцарською Конфедерацією; заступник керівника групи з міжпарламентських зв'язків з Князівством Ліхтенштейн; заступник керівника групи з міжпарламентських зв'язків з Республікою Корея.

#### Голосування
13 січня 2011 року підтримав проєкт Закону про доступ до публічної інформації, за яким кожна особа в Україні може запросити в органу державної влади інформацію, якою він володіє.
1 червня 2010 року підтримав Закон України «Про захист персональних даних», завдяки якому, відповідно до міжнародного права, зростає рівень захисту персональних даних в Україні.
22 березня 2012 року проголосував за Закон «Про громадські організації», відповідно до якого спрощується процедура державної реєстрації громадської організації та скасовується низка обмежень, в тому числі й фінансових щодо утворення такого об'єднання.
13 квітня 2012 року проголосував за Кримінально-процесуальний кодекс України, яким запроваджується принцип змагальності під час судового засідання, рівних можливостей сторін, створення єдиного реєстру досудових розслідувань, вводить поняття угоди зі слідством для зменшення покарання тощо.
10 серпня 2012 року у другому читанні проголосував за Закон України «Про засади державної мовної політики», який суперечить Конституції України, не мав фінансово-економічного обґрунтування і спрямований на знищення української мови. Закон було прийнято із порушеннями регламенту.
6 грудня 2012 року підтримав законодавчі зміни, відповідно до яких збільшуються виплати при народженні дитини (до 29,8 тис. гривень (збільшення на 2,4 тис. гривень), при народженні 2-ї — 59,7 тис. гривень (плюс 4,8 тис. гривень), 3-ї та наступної дитини — 119,4 тис. гривень (плюс 9,5 тис. гривень). Вніс та підтримував законопроєкт про запровадження кримінальної та адміністративної відповідальності за приниження гідності українського народу. 9 березня 2010 року проєкт не був прийнятий Верховною Радою України.
За ініціативи  Зарубінського запроваджено погодинну оплату праці, повернення до 11-річної системи освіти в школі, надання інформації про вміст ГМО у продуктах харчування, прискорення надання першої медичної допомоги в невідкладних та екстремальних ситуаціях, право одного з батьків мати відпустку на період карантину та низку інших змін.
Народний депутат України 7-го скликання (12.2012-11.2014). На час виборів: нардеп. Перший заступник голови Комітету з питань паливно-енергетичного комплексу, ядерної політики та ядерної безпеки; Член Лічильної комісії Верховної Ради України. Голова Постійної делегації Верховної Ради України у Парламентській Асамблеї Організації з Безпеки і Співробітництва в Європі (ОБСЄ). Член депутатської групи Суверенна Європейська Україна. Член Тимчасової спеціальної комісії Верховної Ради України з питань підготовки законопроєкту про внесення змін до Конституції України.
Голосував за Диктаторські закони 16 січня 2014 року.

## Родина
Дружина — Ірина Зарубінська (1971), донька — Ольга Зарубінська (1996).

## Нагороди
- Орден князя Ярослава Мудрого V ст. (26 жовтня 2013) — за значний особистий внесок у державне будівництво, багаторічну плідну законотворчу та громадсько-політичну діяльність, високий професіоналізм[33]
- Орден «За заслуги» I ст., II ст., III ст.[34][35]
- Почесна грамота ВР України.
- Почесна грамота КМ України[36].
- Відзнака Міністерства оборони України «Знак пошани»[37].

## Джерело
- https://web.archive.org/web/20071011235504/http://vlada.kiev.ua/fcontent.php?pacode=311